# Luís Gonçalves Sobrinho
Luis Gonçalves Sobrinho (São Pedro, Palmela, 1907 — Lisboa, 18 de agosto de 1969) foi um botânico, curador do Museu da Faculdade de Ciências de Lisboa. Destacou-se pelo seu trabalho no herbário do Instituto de Botânica da Faculdade de Ciências de Lisboa (LISU).